# Verbetering (Groningen)
De Verbetering is een voormalig waterschap in de provincie Groningen.
Het waterschap werd in 1798 opgericht onder de naam Zuidermolenpolder of Polder ten zuiden van het Hoendiep. Op 18 november 1902 werd het reglement gewijzigd en kreeg het de naam De Verbetering.
De polder werd begrensd door het Hoendiep aan de noordzijde, de Hoornsedijk aan de oostzijde en de Onlandsedijk en de Paterswoldseweg, de oostkant van de Piccardthof en de grens met Drenthe aan de zuidzijde. De westgrens lag langs het Omgelegde Eelderdiep en het Koningsdiep. Het stoomgemaal stond aan het Hoendiep en had een tweelingmachine van 50 paardenkrachten. Op deze locatie staat nu het huidige gemaal De Verbetering. De belangrijkste hoofdwatergangen waren (en zijn) de Wolvetocht en de Bangeweerstertocht.
Waterstaatkundig gezien ligt het gebied sinds 1995 binnen dat van het waterschap Noorderzijlvest.